# Odontria albonotata
Odontria albonotata är en skalbaggsart som beskrevs av Thomas Broun 1893. Odontria albonotata ingår i släktet Odontria och familjen Melolonthidae. Inga underarter finns listade i Catalogue of Life.